# Красное (Некоузский район)
Красное — село в Некоузском районе Ярославской области России. 
В рамках организации местного самоуправления входит в Некоузское сельское поселение, в рамках административно-территориального устройства входит в состав Станиловского сельского округа.

## География
Расположено на берегу реки Сить в 9 км севернее села Станилова и в 29 км на северо-запад от райцентра села Новый Некоуз.

## История
Село Красное в XVIII веке принадлежало дворянам Коновницыным. В 1798 году они построили здесь небольшой каменный храм Святой Троицы, с двумя престолами: во имя Знамения Пресвятой Богородицы и во имя Святой Живоначальной Троицы. 
В конце XIX — начале XX века село входило в состав Станиловской волости Мологского уезда Ярославской губернии.
С 1929 года село входило в состав Станиловского сельсовета Некоузского района, с 2005 года — в составе Некоузского сельского поселения.

## Население
| 1859 | 1914 | 2002 | 2007 | 2010 |
| ---- | ---- | ---- | ---- | ---- |
| 146  | ↗167 | ↘14  | ↘7   | ↘4   |

## Достопримечательности
В селе расположена недействующая Церковь Троицы Живоначальной (1798).